# 딸이 더 좋아
《딸이 더 좋아》는 대한민국의 KBS에 방송됐던 일요 아침 드라마이다.

## 기획 의도
슬픔과 미움, 실패를 딛고 기쁨과 사랑, 성공의 삶을 최선을 다해 얶어가는 딸 가진 가정과 우리 이웃들을 통해 가족간의 아름다움과 성취의 현실을 밝게 그려지는 홈 드라마.

## 방송 시간
- KBS 1TV - 1984년 11월 4일부터 1985년 12월 8일까지 매주 일요일 아침시간대

## 출연진
- 김미숙
- 신구
- 강부자
- 김기섭
- 김미숙
- 염복순
- 장용
- 노주현

## 같이 보기
- 한국방송공사 일요아침드라마